# One Tough Cop
One Tough Cop is een Amerikaanse misdaadfilm uit 1998, geregisseerd door Bruno Barreto en geschreven door Jeremy Iacone. De hoofdrollen worden vertolkt door Stephen Baldwin, Chris Penn en Gina Gershon.

## Verhaal
Als een non wordt verkracht nemen Bo Dietl (Stephen Baldwin) en zijn partner Duke Finnerly (Chris Penn) het op tegen de gangsters in New York. Bo heeft een lange vriendschap met Richie La Cassa. Hij is een neef in een van de grootste gangsterfamilies van het land. Bo krijgt van hem informatie die hij nodig heeft. Maar dit brengt Bo ernstig in de problemen.

## Rolbezetting
| Acteur                 | Personage             |
| ---------------------- | --------------------- |
| Stephen Baldwin        | Bo Dietl              |
| Chris Penn             | Duke Finnerly         |
| Gina Gershon           | Joey O'Hara           |
| Mike McGlone           | Richie La Cassa       |
| Christopher Bregman    | Gangster #1           |
| Mike Santana           | Gangster #2           |
| Vito Rezza             | Agent #1              |
| Marium Carvell         | Agent #2              |
| Luis Guzmán            | Straatrover Popi      |
| Dana Dietl             | Klein Meisje          |
| Deirdre Coleman Imus   | EMS Medewerker        |
| Harvey Atkin           | Rudy                  |
| Paul Guilfoyle         | Frankie 'Hot' Salvino |
| Lori Alter             | Vrouw Terry           |
| Victor Slezak          | FBI Agent Burt Payne  |
| Amy Irving             | FBI Agent Jean Devlin |
| Jason Blicker          | Philly Nose           |
| Frank Gio              | Sally Florio          |
| Edmonte Salvato        | Big Jelly             |
| Bo Dietl               | Det. Benny Levine     |
| Frank Pellegrino       | Lt. Frank Raggio      |
| David Filippi          | Agent Scarfacci       |
| Michael Rispoli        | Det. Lt. Denny Reagan |
| Paul Calderon          | Sgt. Diaz             |
| Jean Paul              | Juano                 |
| Stu 'Large' Riley      | Lamar                 |
| Saundra McClain        | Luidruchtig Vrouw     |
| Ezra Knight            | Tophouse              |
| Ingrid Rogers          | Tophouse's Bruid      |
| Karen Robinson         | Sherene               |
| Larry Gilliard Jr.     | Curtis Wilkins        |
| Barbara Barnes-Hopkins | Ka'reem's Moeder      |
| Lloyd Adams            | Ka'reem Roshan        |
| David Sparrow          | Agent                 |
| Mary Hammett           | Frankie's Vriendin #1 |
| Monica Talma           | Frankie's Vriendin #2 |
| Marlow Vella           | Taxi Chauffeur        |
| Philip Akin            | Insp. Cheney          |
| Nigel Bennett          | Insp. Bassie          |